# MAMA (映画)
『MAMA』（Mama）は、2013年に制作されたホラー映画。スペインとカナダの共同制作。アンディ・ムスキエティ監督が2008年に発表した短編映画を原作に、映画監督のギレルモ・デル・トロが製作総指揮を務め、ハリウッドで長編映画化した作品。監督は引き続きアンディ・ムスキエティが務めた。
日本では当初劇場公開はされない予定だったが、ソフト発売を記念して一週間のみ限定公開された。

## ストーリー
投資仲介会社の経営者であるジェフリーは経営難の末に精神を病んでしまい、共同経営者2名を銃撃した後、自らの妻を殺害。幼い娘2人を乗せて車を走らせるが、雪道でスリップして車を駄目にしてしまう。森を彷徨う内に「ヘルベチア」という表札のかかった小屋へと辿りついた彼は暖炉に火を灯し、そこで2人を殺害しようとするも、小屋に潜む何者かに襲われ何処かに連れて行かれてしまった。小屋に残された姉妹が暖炉の前で暖まっていると、暗闇の中からさくらんぼが転がってくる。
事件から5年後、ジェフリーの弟であるルーカス・デサンジは兄を探し続けており、彼が雇った2人組が小屋で生き延びていた姉妹を発見する。姉妹が“ママ”という空想の存在を作って生き延びたと考えたドレイファス博士は彼女たちの精神状態に強い興味を持ち、ルーカスと恋人のアナベルが姉妹と共に博士の用意した家で共同生活を営むことを提案する。
共同生活が始まった家では不可解な現象が発生していた。そんな折、ルーカスが壁の黒い染みから出てきた何者かに襲われ2階から転落し、一時的な昏睡状態に陥ってしまう。ルーカスのため姉妹との共同生活を続けるアナベルだが一向に距離は縮まらず、意識を取り戻したルーカスとも険悪になる中、家での不可解な現象は酷くなっていく。
一方で、姉妹の姉ヴィクトリアの診察で興味深い話を聞き出していたドレイファス博士は、100年以上前の精神病患者イーディス・ブレナンに辿り着いていた。彼女の資料を集め、ある結論に至った博士がヴィクトリアに“ママ”の正体を問い詰めると、博士はヴィクトリアに拒絶されてしまう。直後、博士は何者かの気配を感じて家を足早に立ち去っていった。
不可解な現象の原因に確信を得た博士が例の小屋を訪れると、女のうめき声が聞こえてくる。博士はカメラで周囲を撮影して照らし続けるが、やがて何者かに襲われてしまう。
翌朝、家の外で眠っている姉妹の妹リリーをアナベルが家に連れ戻すと、些細なことから姉妹との距離を縮めることに成功する。博士が家に忘れた資料を見たアナベルは、博士のオフィスから彼のパソコンと姉妹の資料を盗み出す。
パソコン内のデータから“ママ”の正体に気付いたアナベルだが、不意を突かれて姉妹を“ママ”に攫われてしまう。資料と共に保管されていたある物を抱えてクリフトン・フォージに向かうと、そこには兄の幻に導かれ先にやってきていたルーカスの姿があった。
2人は小屋の先にある崖の上で姉妹を見つけるが、姉妹は今にも“ママ”に向かって行き、崖下に落ちそうな様子だった。急いで駆けつけた2人が“ママ”にある物を手渡すと、“ママ”は姉妹を置いて崖の先端へ向かうが、リリーの呼ぶ声に反応して4人の方へ戻ってくる。“ママ”の力によってルーカスは倒され、アナベルも徐々に体の自由を奪われていくが、彼女は諦めず最後まで追いすがっていく。その様子を見たヴィクトリアが“ママ”に別れを告げると、“ママ”はリリーだけを抱えて崖下へと落ちていくのだった。

## キャスト
※括弧内は日本語吹替
- アナベル - ジェシカ・チャステイン（魏涼子）
- ルーカス / ジェフリー - ニコライ・コスター＝ワルドー（桐本琢也）
- ヴィクトリア - ミーガン・シャルパンティエ（清水理沙）
- リリー - イザベル・ネリッセ（佐藤美由希）
- ドレイファス博士 - ダニエル・カッシュ（菅生隆之）
- ママ - ハビエル・ボテット
- ジーン / ママの声 - ジェーン・モファット